# Adaptive Server Enterprise
SAP Sybase Adaptive Server Enterprise (ASE) は、旧Sybase社の中核的な製品でありエンタープライズ級の用途向けの関係データベース管理システム (RDBMS) 製品であり、現在はヨーロッパ最大級のソフトウェア企業SAP社のRDBMS製品ラインナップの1つである。
ASEはUNIXプラットフォームでは、有力なRDBMS製品である。
Windows向けのバージョンも出荷されている。

## 歴史
Sybaseの関係データベース管理システム (RDBMS、関係データベース) のソフトウェアの最初のアーキテクトは Robert Epstein 博士と Tom Haggin である。二人は Briton-Lee とカリフォルニア大学バークレー校 (UC Berkely) のコンピュータサイエンス学部で働いていた。カリフォルニア大学バークレー校で開発され、当時、画期的であった "University Ingres" 関係データベース管理システム (RDBMS) は、後に、Briton-Lee、Sybase SQL Server (後の Adaptive Server Enterprise) 、Ingres (Computer Associates)、Informix (IBM)、NonStop SQL (タンデム)や、その他の現存するSQLデータベース管理システム (SQL DBMS) に発展していった。
Sybaseは1990年代にはOracleに次ぐ第2の関係データベースとなった。当時としては、新しい概念であったストアドプロシージャや、楽観的ロックなどを実装し、データベース管理システム (DBMS) にクライアントサーバモデルの概念を実現した。
その後、他社の技術的なキャッチアップや製品的問題などによりシェアを落としているが依然として重要なデータベース技術を提供している。
1987年に、UNIXプラットフォーム向けの最初のバージョンが開発された。
Sybaseの主要な関係データベース管理システム (RDBMS) 製品は、最初は Sybase SQL Server の名称で出荷された。
1988年に、Sybase SQL Server for OS/2 および Sybase SQL Server for Windows を、Sybase、マイクロソフト、アシュトンテイトの、3社が協力して開発した。
その後アシュトンテイトは、Sybase SQL Server に対する興味を失った。
マイクロソフトは、Sybase SQL Server を Windows NT に移植した後、Sybaseの主要なパートナーとなった。
Sybaseとマイクロソフトは、Sybase SQL Server バージョン4.21の販売とサポートを協力して行った。
1993年になるとSybaseとマイクロソフトは、Sybase SQL Server の共同開発についての相互のライセンス合意を終了させた。
Sybase SQL Server の共同開発体制は終わり、両社は、SQL Server をそれぞれ自社のバージョンで開発を続行した。
マイクロソフトは、Sybase SQL Server をもとにして Microsoft SQL Server を開発して販売している。
1995年には、Sybase は Sybase SQL Server 11.0 を出荷した。
1996年にはバージョン 11.5 を出荷し、この 11.5 からこのRDBMS製品を Microsoft SQL Server とは異なることを明瞭に示すために、製品名称を Adaptive Server Enterprise (ASE) に変更した。
Sybaseは、Tabular Data Stream と呼ばれるプロトコルを使う、RDBMSへのネイティブな低水準のプログラミングインタフェースを提供した。
バージョン10より前のバージョンでは、DBLIB (DataBase LIBrary) が使われていた。
バージョン10およびバージョン10以降においては、CTLIB (Client LIBrary) が使われている。
1998年に、Adaptive Server Enterprise (ASE) 11.9.2 が出荷された。
このバージョンでは、行レベルロックと分散結合がサポートされ、対称型マルチプロセッシング (SMP) の性能が向上した。
1999年に、Adaptive Server Enterprise (ASE) 12.0 が出荷された。
このバージョンでは、オブジェクト指向プログラミング言語Javaをサポートし、高い可用性と分散トランザクション管理を提供した。
2001年に、Adaptive Server Enterprise (ASE) 12.5 が出荷された。
このバージョンでは、動的メモリ確保の機能とXMLおよびSSLなどのサポートが提供された。
RDBMSによるEJBコンテナのサポートも提供された。
EJBコンテナは、データベースエンジンへのメモリ上での接続という有効な方式で実装され、関係データベースへのオブジェクト指向アクセスを支援した。
2005年9月に、Sybaseは Adaptive Server Enterprise (ASE) 15.0 を出荷した。
15.0 には次に示す内容が含まれている。
- クエリオプティマイザのコードを、従来のオプティマイザより性能が良くなるよう書き直した。
- 別々のディスクドライブ装置に一つの表を複数行に分割して別々に格納することにより、競合を低減し、そのデータにアクセスする際の処理速度を向上させられるようにした。
- 必要なときだけ値が算出される「仮想列」を提供した。

バージョン15の最初のリリースではサポートされていないが、バージョン15の最新のリリースでは列レベル暗号化の機能をサポートしている。
また、データベースダンプを「仮想データベース」としてマウントしダンプデータの情報が必要なときにのみ展開する機能などの提供が、予定されている。

2010年5月にヨーロッパ最大級のソフトウェア企業SAP社がSybase社の買収を発表。 製品名は「SAP Sybase Adaptive Server Enterprise」に変更され、SAPアプリケーションのプラットフォームとして同製品が頻繁に採用されるようになった。

### バージョンの番号づけ
バージョン番号が12から15に飛びこす形で上げられた理由は、13は欧州およびアメリカ合衆国など西洋諸国で不幸な数字だと認識されていたからであり、14は中国で不幸な数字だと認識されていたからである。

## 特徴
Adaptive Server Enterprise (ASE) の導入においては、多くの場合、複数のデータベースをもつ1つの「データサーバ」を構成する。
構成されたデータサーバがもつデータベース群のうちいくつかは「システム」データベースである。
システムデータベース群はシステム運用を維持するために使われるメタデータのみを格納する。
「システム」データベース群以外のデータベース群は「ユーザ」データベースと位置づけられる。
ユーザデータベース群には、関係データ (表データ) の形式のアプリケーションデータ、およびストアドプロシージャを、格納する。
ユーザは、ユーザ名とパスワードによる認証によるログインを経て、関係データベースに対してアクセスすることができる。
データサーバにログインした後は、データベースや表などのデータベースオブジェクトへのユーザのアクセスは、設定された権限により制御される。
データベース言語として、Transact-SQL (T-SQL) というSybaseとマイクロソフトが独自に拡張したSQL言語を採用している (後述) 。
Adaptive Server Enterprise (ASE) と Microsoft SQL Server には、インタフェースレベルである程度の互換性が残っており、同じドライバをいずれへの接続にも使えることがある。

### Transact-SQL
Transact-SQL（T-SQL）は、Sybaseとマイクロソフトが独自に拡張したSQL言語である。
Sybase ではこの言語を Sybase SQL Server とその後継である Adaptive Server Enterprise (ASE) で使っている。
マイクロソフトによる実装は Microsoft SQL Server として出荷されている。
SQL を強化するため、次のような機能が追加されている。
- 制御フロー言語
- 局所変数
- グローバル変数
- 文字列処理、データ処理、数値処理のための各種関数。
- DELETE文とUPDATE文の強化